# Manton (Michigan)
Manton – miasto w Stanach Zjednoczonych, w stanie Michigan, w hrabstwie Wexford.